# Iamdudum
Iamdudum (en español, "Inmediatamente") es una encíclica de Pío X, fechada el 24 de mayo de 1911, en la que trata de la situación de la Iglesia en Portugal y denuncia la ley de separación entre la Iglesia y el Estado aprobada por esa República. Aunque la encíclica apareció en el Acta Apostolicae Sedis como dirigida a todos los obispos por su contenido está especialmente destinada a la jerarquía portuguesa.

## Contexto
El 5 de octubre de 1910 la monarquía portuguesa fue derrocada y se proclamó la Primera República. El Gobierno provisional quedó presidido por Teófilo Braga, siendo ministro de Justicia y Cultos Alfonso Costa, principal impulsor de la medidas contra la Iglesia que la república comenzó a adoptar desde el primer momento.
El 8 de octubre se restauraba la legislación del Marqués de Pombal que en 1759 expulsó a los jesuitas de Portugal; el 18 se prohíbe el juramento religioso en los actos civiles; el 21 se suspende el ejercicio del obispo de Beja; el 23 se suprime le Facultad de Teología; el 31 de diciembre se prohíbe el uso de hábito talar a los sacerdotes. Finalmente el 20 de abril de 1911, el Gobierno Provisional dicta mediante un decreto la Lei da Separaçao do Estado das Igrejas (ley de separación del Estado y las Iglesias). En ese momento aún no se habían celebrado las elecciones para la Asamblea Constituyente que tuvieron lugar el 28 de mayo de 1911. La nueva Constitución fue aprobada el 24 de agosto de 1911.

## Contenido[5]
Comienza el papa la encíclica llamando la atención sobre el poco tiempo que ha transcurrido desde la instauración de la república portuguesa y la adopción de medidas contra la Iglesia.

Iamdudum in Lusitania incredibilem quemdam cursum fieri per omnem Humanitatem facinorum ad Ecclesiam exprimendam, vobis quidem omnibus, Venerabiles Fratres, satis cognitum arbitramur
Inmediatamente, con increíble celeridad, se ha procedido en Portugal a oprimir a la Iglesia con toda clase de atropellos; pensamos que esto es conocido pro todos vosotros, Venerables Hermanos
Encíclica Iamdudum, §1

Continúa el papa con una sucinta relación de esas primeras medidas: disolución de comunidades de religiosos que son expulsados del país, secularización de las costumbres civiles, eliminación de las fiestas religiosas, , aprobación de la ley del divorcio, excluida la enseñanza religiosa de las escuelas, y arrojados de su sede los obispos de Oporto y Beja.
Tras señalar la absurda pretensión de la ley que trata de excluir de la vida pública el culto divino, la encíclica llama la atención sobre el hecho de que, habiendo roto,

el lazo que tan estrechamente tenía unidos el Estado y la Iglesia, reforzado por la solemne fidelidad debida a los pactos convenidos. Hecha esta separación, sería lógico, sin duda, prescindir de la Iglesia y dejarle gozar de la común libertad y de los derechos de que goza todo ciudadano y toda honesta reunión de ciudadanos. Todo lo contrario ha sucedido. Porque esta ley bajo el nombre de separación, en realidad reduce a la Iglesia a la miseria en los bienes temporales mediante el despojo, y en lo que pertenece a su sagrada potestad, oprimiéndola la hace esclava de la república.
Encíclica Iamdudum, §2

Enumera en primer lugar la encíclica, cómo procura la ley esa miseria material: primero se le despoja de los bienes muebles e inmuebles adquiridos legalmente, encomienda la administración de esos bienes -en nombre de la república- a ciertas juntas de ciudadanos; prohíbe que los sacerdotes pidan estipendios por el ejercicio de su ministerio; de los donativos que se realicen para el culto, la tercera parte debe invertirse en la beneficencia civil; los nuevos edificios que se construyan o que se destinen para uso sagrado, al cabo de ciertos años pasarán al dominio público.
Pero, enseguida el papa pasa a denunciar lo que se refiere a la potestad sagrada de la Iglesia. Prohíbe que los clérigos intervengan de ningún modo en la dirección del culto religioso, pues esta corresponde a las juntas de laicos instituidas por las autoridades de la república y según las normas de la ley civil. 

Se prohíbe, bajo graves penas, imprimir cualquier documento de los Obispos y proponerlo al pueblo de cualquier modo aun dentro del recinto de los templos, sin anuencia de la república. Además, que vedado celebrar cualquier ceremonia fuera de los templos, sin consultar a la república, tener una procesión, llevar algún ornamento sagrado y aun utilizar el mismo traje talar.
Encíclica Iamdudum, §5.

La ley trata también de regular la enseñanza y la formación de los jóvenes que se preparan para el sacerdocio; pues lo seminaristas han de realizar los estudios de letras y ciencias que preceden a la teología en los liceos públicos; pero, incluso en los seminarios, la república se atribuye el derecho de designar los maestros y aprobar los libros y dirigir los estudios sagrados. Algunas disposiciones de la ley parecen hechas a propósito para corromper al clero, pues asigna pensiones del erario público a los sacerdotes que fuesen suspendidos en su ministerio por sus Prelados, y premia con singulares gracias a los que atenten contraer matrimonio.
La ley dedica especial atención a menoscabar la autoridad pontificia pues establece como ilícito divulgar las prescripciones del romano pontífice, sin permiso la autoridad pública. Ni ejercer el ministerio sagrado a los sacerdotes que hayan obtenido grados académicos en ateneos pontificios, y esto aunque previamente hayan realizado en Portugal los cursos de teología. Ante todos estos hechos, la encíclica contiene la siguiente solemne declaración.

Nos por Nuestra Apostólica autoridad reprobamos, condenamos y rechazamos la ley de separación de la república lusitana y de la Iglesia, ley que desprecia a Dios, desecha la profesión católica, rompe, violando el derecho natural y de gentes, los pactos solemnemente firmados entre Portugal y la Sede Apostólica, despoja a la Iglesia de la posesión de las cosas que justísimamente le pertenecían, destruye la libertad misma de la Iglesia, pervierte su divina constitución y, por último, injuria y ultraja la majestad del Romano Pontificado, el orden de los Obispos, el clero y pueblo de Portugal y aún a todos los católicos del mundo.
Encíclica Iamdudum, §7

El papa muestra su preocupación y tristeza por la guerra contra la religión que se ha declarado públicamente en Portugal; y por los males que afligen a una nación que tanto ama en lo íntimo de su corazón. Consciente de que la pretendida separación de la Iglesia y el Estado lo que busca es la separación de la iglesia portuguesa del vicario de Cristo. Dirigiéndose ya en concreto a la iglesia en Portugal, el papa expresa su confianza en el valor mostrado por los obispos, el ardor del clero y la unidad que están mostrando en la defensa de la Iglesia.Concluye la impartiendo en prenda de los divinos dones a los Obispos, al clero y al pueblo la Bendición Apostólica.